# 味野地区
味野地区（あじのちく）は、岡山県倉敷市児島地域にある地区および大字である。
現在の味野中学校区に相当する。

## 概要
大きく旧・味野町だった地区と赤崎町だった地区に分かれ、前者はおおむね味野小学校区、後者は赤崎小学校区に相当する（児島味野で表示される地図 - Google マップ、児島赤崎で表示される地図 - Google マップ）。
味野商店街を中心に市街地が広がり、児島地域の商業の中心地となる。また、JR児島駅や旧下津井鉄道の児島駅があったため児島地域の交通の拠点ともなった。
近年は郊外型のロードサイド店が商業の中心となっており、商店街などの中心市街地は衰退気味である。

## 地域

### 味野
味野、味野上（あじのかみ）、味野城（あじのじょう）、味野城山（あじのしろやま）、味野山田町（あじのやまだちょう）、駅前（えきまえ）の一部からなり、現在の味野小学校区にほぼ相当する。
龍王山の東麓および東中腹に位置し、山麓の平地に海に面した市街地を形成している。
江戸時代には岡山藩の領分であった。記録史『吉備温故』に記載があり、この頃すでに製塩業が盛んであった。その後も野崎武左衛門によって塩田開発が行われ、全国屈指の塩業地として名を馳せた。また、同時に綿花栽培も盛んであった。
味野上、味野城、味野城山、味野山田町はいずれも江戸時代当時は味野村の山側に存在する枝村であった。丘陵地や尾根伝いに集落が形成されていた。中世には豪族が城を構え、その子孫が土着した地という謂われがある。灌漑用水の多くは井戸やため池に頼っていた。
明治になると同31年に設立した味野紡績所などにより急速に市街地化が進展した。古来からの綿畑を埋め、橋本町と呼ばれる商店街（後の味野商店街）が誕生した。さらに大正期には下津井軽便鉄道（後の下津井電鉄）が開通し、鉄道駅が設置され、一層の市街化が進んだ。
その後児島市を経て、現在の倉敷市となり、現在に至る。
昭和63年には瀬戸大橋とともにJR本四備讃線（瀬戸大橋線）が開通し、JR児島駅が営業開始されたが、平成3年（1991年）には下津井電鉄が廃線となった。児島駅周辺は瀬戸大橋博覧会が開催され、その跡地は整備されて大型道路が敷かれた新たな市街地を形成。ショッピングセンターなども立地した。
その後、自動車社会の到来とともに市街地の郊外化が進み、味野商店街などの中心市街地は衰退し、シャッター通り化などの課題が生まれた。

### 赤崎
赤崎（あかさき）、元浜町（もとはまちょう）、阿津（あつ）、菰池（こもいけ）、駅前の一部からなり、現在の赤崎小学校区に相当する
江戸時代には児島郡赤崎村を名乗り、枝村として阿津・菰池があり、ともに『吉備温故』に記録がある。味野同様に古くから製塩が盛んで、大規模な塩田が存在した。
特に阿津には塩田が多く、一足先に製塩業が発達した播磨国の赤穂の地からの移住者が、当地の遠浅の浜辺を活用して塩田を開いたとの伝説がある。それに関連して「赤穂井戸」という名の大井戸が現存している。当地には「富田屋」という大庄屋がおり、寛文年間にはすでに多くの塩田が開発され、千石級の塩積船を十数隻所有し交易が行われていた。また、のち近代になっても阿津には塩田持ちの家が多かった。
明治になると、赤崎村（枝村の阿津含む）と菰池村により赤崎村を新設し、役場が赤崎の字札場に置かれた。大正期の下津井軽便鉄道が開業すると、同地には赤崎駅が設置された。その後、近代化とともに製塩業は衰退し、第二次代戦後には殆どの塩田は廃業となった。廃田跡は埋め立てられて、元浜町と名乗り味野から続く市街地が形成された。またこの地には児島競艇場が造成された。
また製塩業の衰えとともに商業の他、近場の琴浦や児島で起こった被服系の中小工場も増えた。
その後、赤崎町に改称し、味野町、児島市を経て現行の倉敷市を新設し、現在に至る。
近代は宅地化が進展し、新興住宅地が増え、人口が増大した。また、昭和63年（1988年）には瀬戸大橋開通に伴い、同地内に児島インターチェンジが設定された。

## 人口・世帯数
平成24年9月末現在。
| 町字            | 世帯数 | 男性人口 | 女性人口 | 総人口 | 備考 |
| --------------- | ------ | -------- | -------- | ------ | ---- |
| -味野-          |        |          |          |        |      |
| 児島味野        | 45     | 49       | 41       | 90     |      |
| 児島味野1丁目   | 237    | 248      | 244      | 492    |      |
| 児島味野2丁目   | 230    | 228      | 270      | 498    |      |
| 児島味野3丁目   | 275    | 287      | 290      | 577    |      |
| 児島味野4丁目   | 298    | 329      | 376      | 705    |      |
| 児島味野5丁目   | 254    | 278      | 296      | 574    |      |
| 児島味野6丁目   | 279    | 285      | 343      | 628    |      |
| 児島駅前1丁目   | 45     | 56       | 64       | 120    |      |
| 児島駅前2丁目   | 95     | 121      | 130      | 251    |      |
| 児島駅前3丁目   | 1      | 3        | 1        | 4      |      |
| 児島駅前4丁目   | 175    | 217      | 209      | 426    |      |
| 児島味野上1丁目 | 114    | 131      | 153      | 284    |      |
| 児島味野上2丁目 | 131    | 134      | 175      | 309    |      |
| 児島味野城1丁目 | 173    | 164      | 194      | 358    |      |
| 児島味野城2丁目 | 252    | 285      | 299      | 584    |      |
| 児島味野山田町  | 14     | 18       | 17       | 35     |      |
| 児島味野城山    | 8      | 9        | 7        | 16     |      |
| （味野 合計）   | 2626   | 2842     | 3109     | 5951   |      |
| -赤崎-          |        |          |          |        |      |
| 児島赤崎        | 2      | 2        | 2        | 4      |      |
| 児島赤崎1丁目   | 375    | 422      | 466      | 888    |      |
| 児島赤崎2丁目   | 257    | 302      | 314      | 616    |      |
| 児島赤崎3丁目   | 301    | 330      | 379      | 709    |      |
| 児島赤崎4丁目   | 328    | 352      | 400      | 752    |      |
| 児島阿津1丁目   | 328    | 373      | 369      | 742    |      |
| 児島阿津2丁目   | 174    | 199      | 203      | 402    |      |
| 児島阿津3丁目   | 128    | 155      | 159      | 314    |      |
| 児島元浜町      | 382    | 472      | 476      | 948    |      |
| 菰池            | 0      | 0        | 0        | 0      |      |
| 菰池1丁目       | 172    | 203      | 233      | 436    |      |
| 菰池2丁目       | 386    | 438      | 495      | 933    |      |
| 菰池3丁目       | 339    | 410      | 430      | 840    |      |
| （赤崎 合計）   | 3172   | 3658     | 3926     | 7584   |      |
| 総計            | 5798   | 6500     | 7035     | 13535  |      |

## 郵便番号
- 児島味野 - 711-0913
- 児島駅前 - 711-0921
- 児島味野上 - 711-0917
- 児島味野城 - 711-0914
- 児島味野山田町 - 711-0915
- 児島味野城山 - 711-0916
- 児島赤崎 - 711-0931
- 児島阿津 - 711-0923
- 児島元浜町 - 711-0922
- 菰池 - 711-0932

## 学区
小学校区
味野地区全域が倉敷市立味野小学校区。赤崎地区全域が倉敷市立赤崎小学校区。
中学校区
全域が倉敷市立味野中学校区。

## 沿革
児島市発足以降の略年表
- 1956年（昭和31年）4月1日 - 児島市（初代）が琴浦町と合併して児島市（2代）が発足。
- 1967年（昭和42年）2月1日 - 児島市・倉敷市（初代）・玉島市が合併し倉敷市（2代）が発足。
- 1988年（昭和63年）3月20日 - JR本四備讃線（瀬戸大橋線）が開通し、JR児島駅が営業開始される。
- 1991年（平成3年） - 下津井電鉄が鉄道事業から撤退し、廃線となる。

## 地勢
山岳
- 三百山
- 龍王山
- 祇園山

## 特産品・名物
- 塩饅頭
- 塩羊羹
- 繊維加工品 - 学生服・作業服・デニム製品など
  - 食塩 - 現在は衰退

## 主要施設
公共施設
- 児島市民交流センター（図書館、公民館）
- 児島警察署
- 南保健福祉センター
- 倉敷市児島文化センター
- 児島観光港（児島港味野地区）

教育・保育
- 岡山県立倉敷鷲羽高等学校
- 倉敷市立味野中学校
- 倉敷市立味野小学校
- 倉敷市立赤崎小学校

他
- 児島郵便局
- 児島商工会議所
- 児島競艇場

## 名所・史跡
- 野崎家旧宅
- 野崎家庭園
- 児島公園

## 交通

### 道路
- 瀬戸中央自動車道
  - 児島インターチェンジ
- 国道430号
- 岡山県道21号岡山児島線
- 岡山県道393号鷲羽山公園線（鷲羽山スカイライン）
- 武左衛門通り

### 鉄道
- JR本四備讃線（瀬戸大橋線）
  - 児島駅
- 下津井電鉄線（1991年廃止）
  - 児島駅 - 備前赤崎駅 - 阿津駅